# Procordulia lompobatang
Procordulia lompobatang – gatunek ważki z rodziny szklarkowatych (Corduliidae).